# Dineutus metallicus
Dineutus metallicus är en skalbaggsart som beskrevs av Aube. Dineutus metallicus ingår i släktet Dineutus och familjen virvelbaggar. Inga underarter finns listade i Catalogue of Life.